# مزاد

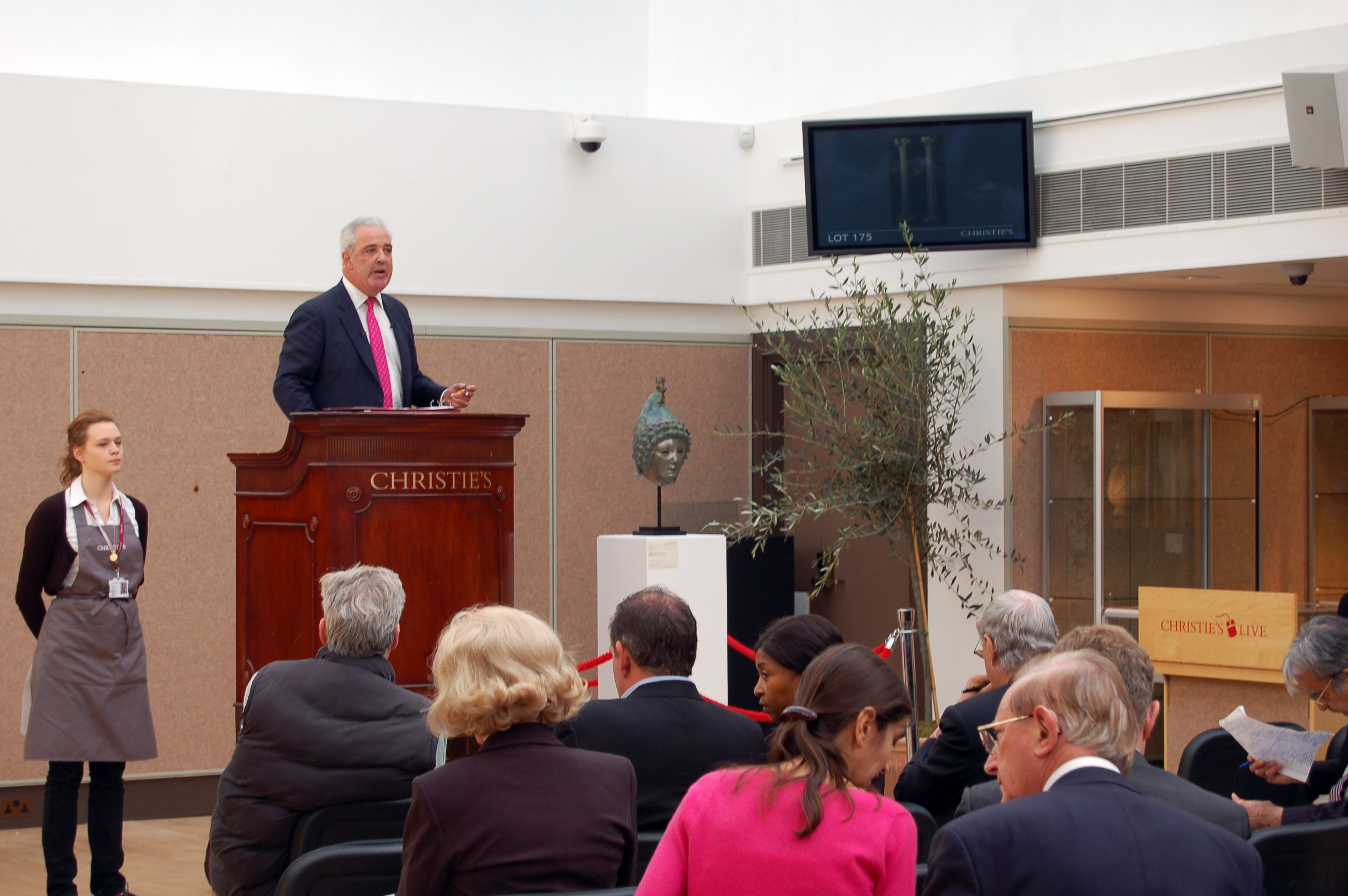

المزاد أو الحراج عملية لبيع وشراء البضائع أو الخدمات عبر تقديمها للمُزايدة، وأخذ عروض المُزايدين، ثم بيع السلعة إلى أعلى سعر وصلت له. يمكن القول إن مزاد السعر التصاعدي المفتوح هو أكثر أشكال المزادات شيوعًا واستخدامًا في يومنا هذا. يقوم المشاركون بالمزايدة بشكل علني ضد بعضهم البعض، على أن يُقدّم كل مُزايد سعرًا أعلى من السعر الذي سبقه، يجوز لبائع المزاد العلني أن يُعلن عن الأسعار، أو يمكن للمُزايدين أن يناقشوا عروضهم بأنفسهم (أو يطلبون وكيلًا ليُقدّم عرضًا بالنيابة عنهم)، أو يمكن تقديم المزايدة إلكترونيًا على أن يُعرض السعر الحالي الأعلى علنًا. في المزادات الهولندية، يبدأ بائع المزاد العلني بطلب سعر عالٍ لبعض كميّات العناصر المُماثلة؛ ليتم بعدها تخفيض السعر حتى يكون المُشارك في المزاد مُستعدٌ لقبول سعر بائع المزاد المطروح لبعض الكميات أو حتى يحصل البائع على سعره الاحتياطي/المُخفض. في الوقت الذي كانت فيه المزادات ترتبط في أذهان الناس بشكل كبير في بيع التحف، اللوحات، المُقتنيات النادرة والخمور باهظة الثمن؛ فإنها أيضًا مُستخدمة في السلع، الماشية، الطيف الراديوي والسيارات المستعملة. يشير المزاد حسب النظرية الاقتصادية إلى كل آلية أو مجموعة من قواعد التداول ليتم تبادلها.

## التاريخ
كلمة مزاد مُشتقة من الكلمة اللاتينية (augeō) والتي تعني «أنا أزيد» أو «أنا أُضاعف». وفقًا للتاريخ، فلم تكن المزادات شائعة نسبيًا كوسيلة للتفاوض على السلع والبضائع، في الواقع كان كلًا من عمليات المساومة والبيع وفق السعر المُحدد هي الأكثر شيوعًا وبشكل كبير. وبالطبع كانت المزادات القليلة التي عُقدت قبل القرن السابع عشر متقطّعة غير منتظمة.|Shubik, 2004: p214">مزاد</ref>
بالرغم من ذلك، فإن للمزادات تاريخ حافل، فقد سُجّلت أول عملية مزايدة في بدايات عام 500 قبل الميلاد. ووفقًا للمؤرخ الإغريقي «هيرودوتس»، كانت تُقام سنويًا في مدينة بابل مزادات لبيع النساء للزواج. كان المزاد يبدأ بعرض بائع المزاد للنساء اللواتي يعتبرهن جميلات أولًا ومن ثم يُتبِعهن بمن هنّ أقل جمالًا وهكذا، ولم يكن من القانوني بيع البنت إلا عن طريق المزاد.|Shubik, 2004: p214" />
بعد الانتصار العسكري التي شهدته الإمبراطورية الرومانية، كان الجنود الرومان غالبًا ما يغرزون رمحًا في الأرض حيثما تٌركت غنائم الحرب، ليتم عرضها في مزاد علني وبيعها، وفي وقت لاحق أصبح العبيد الذين يؤسرون في الحرب يُعتبرون غنيمة ويُباعون كسلعةً في المزاد تحت علامة الرمح، ويعود ريع هذه المزادات إلى المجهود الحربي.
استخدم الرومان المزادات أيضًا لتسديد أموال المدينين ممن صُودرت ممتلكاتهم، فعلى سبيل المثال، قام «ماركوس أوريلوس» ببيع أثاث منزله ليُسدد ديونه، كانت تلك المبيعات تستمر لشهور. سجّل التاريخ أحد أهم المزادات التي وقعت عام 193م عندما وُضعت الإمبراطورية الرومانية بأكملها في المزاد من قِبل الحرس البريتوري-الحرس المسؤول عن حماية الأباطرة الرومان-. في الثامن والعشرين من مارس عام 193م، قُتل أولًا الإمبراطور الروماني «بيرتنكاس» على يد أحد الحرس البريتوري، ثم عرض الإمبراطورية لأعلى مُزايد، رسا المزاد على «ديديوس جوليانوس» الذي كان يزيد بسعره على كل شخص آخر، بسعر 6.250 دراخما-العملة الرومانية آنذاك-لكل حارس. أوقد هذا الفعل فتيل حرب أهلية قصيرة، قًطع على أثرها رأس «ديديوس» بعد شهرين على غزو روما من قِبل «سبتيموس سيفيروس».
فقدت المزادات في أوروبا فعاليّتها منذ نهاية الإمبراطورية الرومانية وحتّى القرن الثامن عشر، في حين أنها لم تكن منتشرة بشكل واسع في آسيا.

### التجديد العصري
بدأ استخدام الشموع في بعض أجزاء إنجلترا في الفترة ما بين القرنين السابع عشر والثامن عشر وذلك في بيع السِّلع والإيجار، إذ يُشار إلى نهاية المزاد بنهاية لهب الشمعة، أي لا يمكن لأحد أن يعرف متى سينتهي المزاد بالضبط ليُقدم عرضه المُزايد في الثانية الأخيرة. استُخدمت أيضًا طرق أخرى لا يمكن التنبؤ بنهايتها بدلًا من انتهاء الشمعة، مثل أثر القدم. تمّت الإشارة لهذا النوع من المزادات لأول مرة في سجلات مجلس اللوردات عام 1641، وسرعان ما أصبحت ممارسة رائجة. سجّل «صموئيل بيبيس» في مذكّراته عام 1660 مناسبتين، الأولى عندما قام الأميرال ببيع الفائض من السفن خلال احتراق إنشٍ واحدٍ من الشمع. روى بيبس أيضًا تلميحًا لأحد المُزايدين الناجحين للغاية، الذي لاحظ بأن فتيل الشمعة يشتعل دومًا بشكل طفيف قبل أن تنتهي صلاحية الشمعة مباشرةً؛ عند رؤية هذا، يصرخ بعرضه الأعلى النهائي ويكون الفائز بلا شك. بدأت جريدة لندن الرسمية بطرح تقارير عن مزادات للأعمال الفنية في مقاهي وحانات لندن وذلك في أواخر القرن السابع عشر.
أسس البارون «كلايس رالامب» عام 1674 دار ستوكهولم للمزادات في السويد، وكانت أول دار مزادات معروفة في العالم. حاليًا فإن «سوذيبز» هي ثاني أكبر دار مزادات في العالم والتي تأسست في لندن في الحادي عشر من مارس عام 1744، عندما أشرف «صموئيل بيكر» على التخلص من بضع مئات من الكتب القيّمة والنادرة من مكتبة أحد معارفه. تُعتبر الآن دار «كريستيز» أكبر دار للمزادات في العالم، والتي أسسها «جيمس كريستي» عام 1766 في لندن حيث نشرت أول كتالوج للمزاد في ذاك العام، على الرغم من العثور على إعلانات صحفية لمبيعات كريستي والتي يعود تاريخها لعام 1759.
هناك المزيد من دُور المزادات الأخرى التي تأُسست في وقت مبكر من تلك الفترة ومازالت مستمرة حتّى الآن، منها: دار دوروثيوم (1707)، دار مالامز (ْ1788)، دار بونهامز (1793)، دار فيليبس دي بوري وشركاؤه (1796)، دار فريمان (1805)، بالإضافة لدار ليون وتيرنبول (1826).
ومع نهاية القرن الثامن عشر، كانت مزادات الأعمال الفنيّة في الحانات والمقاهي ما تزال رائجة، كانت تُجرى هذه المزادات يوميًا، ويُطبع كتالوجات للمزاد للإعلان عن الأعمال المُتاحة. في بعض الأحيان كانت توضع الأعمال الفنيّة ذاتها ضمن الكتالوجات، وتحتوي على تفاصيل ضخمة للعناصر التي ستُباع في المزاد. وفي هذا الوقت، اكتسبت «كريستيز» سمعة عالية باعتبارها دار مزادات رائدة، مُعتمدة على المكانة التي تحظى بها لندن كونها المركز الرئيسي لتجارة الأعمال الفنية الدولية بعد الثورة الفرنسية.
خلال الحرب الأهلية الأمريكية، بيعت البضائع التي استولت عليها الجيوش في مزاد من قِبل عقيد الفرقة العسكرية. ولهذا السبب نرى في يومنا هذا بعض بائعي المزاد في الولايات المتحدة الأمريكية يحملون لقبًا غير رسميّ وهو «العقيد».
كان لدى باعة مزادات التبغ في جنوب الولايات المتحدة أواخر القرن التاسع عشر اسلوبًا مزجوا فيه بين تقاليد إنجلترا في القرن السابع عشر وبين أناشيد العبيد في أفريقيا.
مع التطوّر الكبير التي شهدته شبكة الانترنت، ارتفع استخدام المزادات بشكل كبير حيث أصبح بإمكان باعة المزادات أن يستجدوا العروض من مجموعة واسعة من المشترين عبر الأنترنيت ولمجموعة أكبر من السلع مما كان في السابق على أرض الواقع.
أفادت الرابطة الوطنية للمزاد العني بأن إجمالي إيرادات صناعة المزاد لعام 2008 كانت حوالي 268.4 مليار دولار، مع أقسام المزادات الأسرع نموًا وهي المزادات الزراعية، الآلات والمعدّات ومزادات العقارات السكنيّة

## أنواع المزادات

### المزاد العلني
حيث يقوم شخص أو مجموعة بإدارة الجلسة وإتمام عملية البيع لمن يرسي عليه المزاد. يسمى المكان الذي يحدث فيه عملية المزاد العلني بـالحراج.

### المزاد الإلكتروني
وهو مزاد علني ولكن عن طريق الإنترنت ولا يستلزم حضور الأشخاص إلى مكان معين بدنياً.

### مزادات السعر الوحيد الأعلى
أي أن كل شخص يحق له المزايدة مرة وحدة فقط، مما يشجعه على عرض سعر عالٍ على أمل أن لا يزيد أحد على السعر الذي عرضه.

### عطاء الظرف المختوم
هذا النوع من المزادات لا يكون علنياً، وفيه يتم تقديم الأسعار بشكل سري في أظرف مقفلة وبأسلوب مشابه لأسلوب المناقصات، وغالباً ما يستخدم في عمليات التجارة الحكومية أو الرسمية.